# Loth et ses filles (Gentileschi, Bilbao)
Pour les articles homonymes, voir Loth et ses filles.
Loth et ses filles  est un tableau réalisé par le peintre italien Orazio Gentileschi vers 1628 à Londres, au Royaume-Uni. Cette huile sur toile est une peinture religieuse qui illustre un passage du Livre de la Genèse, dans l'Ancien Testament. Elle représente Loth endormi par le vin que lui ont servi ses deux filles, lesquelles discutent sous la voûte de leur grotte avec au loin Sodome en flammes. Exécutée pour Charles Ier d'Angleterre, l'œuvre est conservée depuis 1924 au musée des Beaux-Arts de Bilbao, à Bilbao, en Espagne.

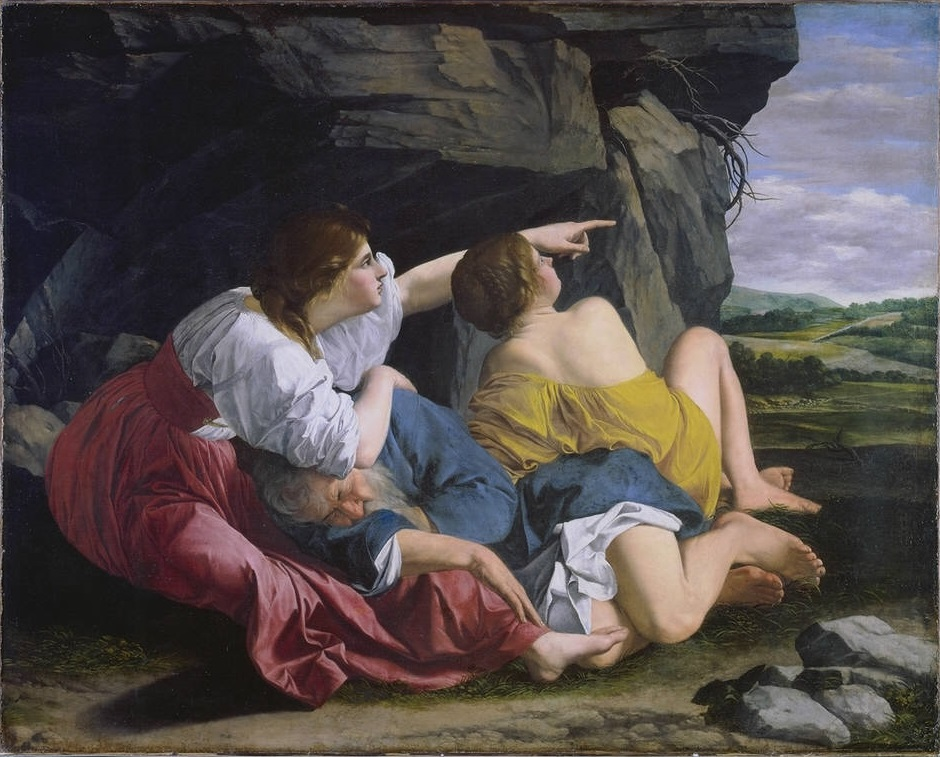
Loth et ses filles, 1622 – Musée des beaux-arts du Canada, Ottawa.
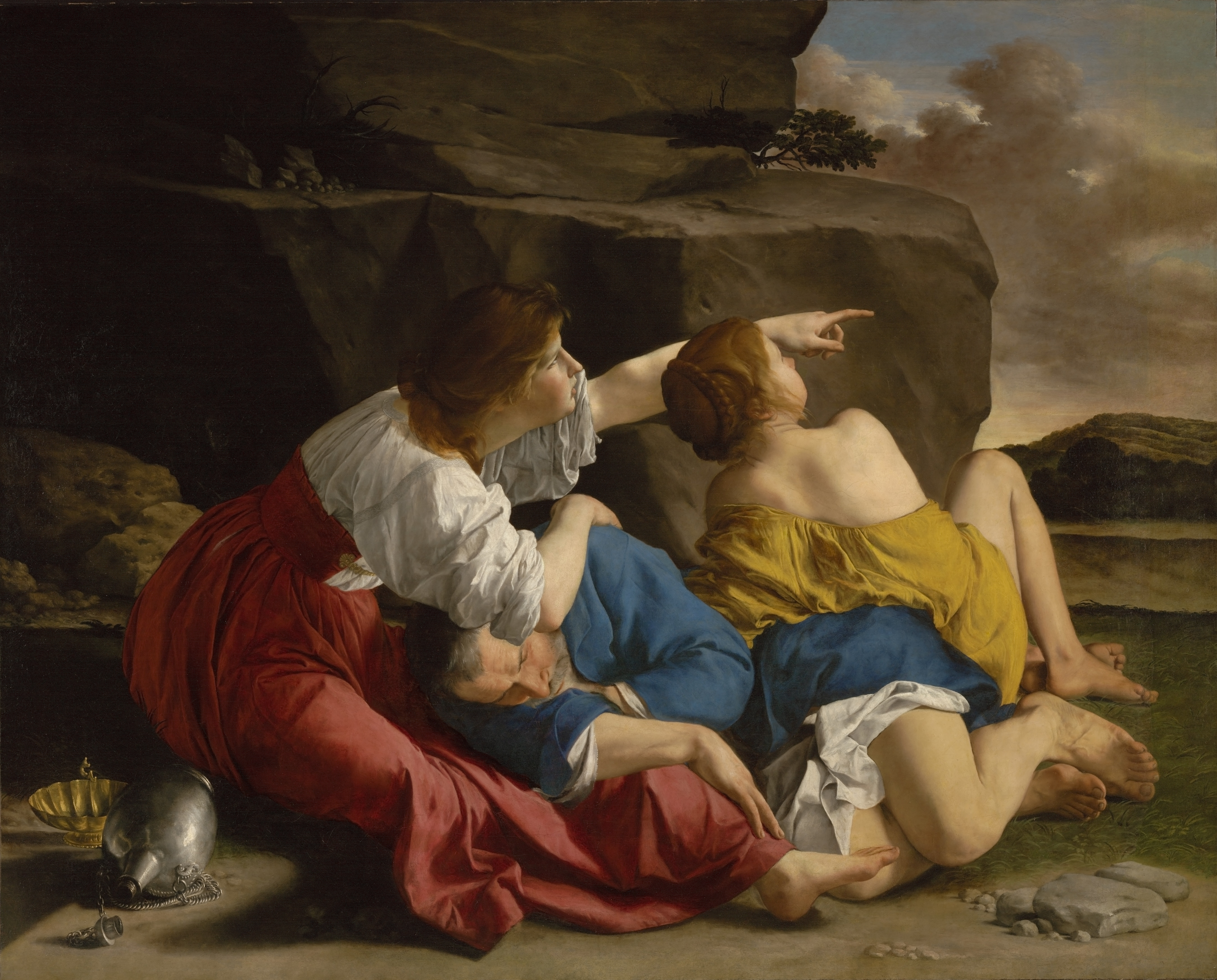
Loth et ses filles, vers 1622 – J. Paul Getty Museum, Los Angeles.
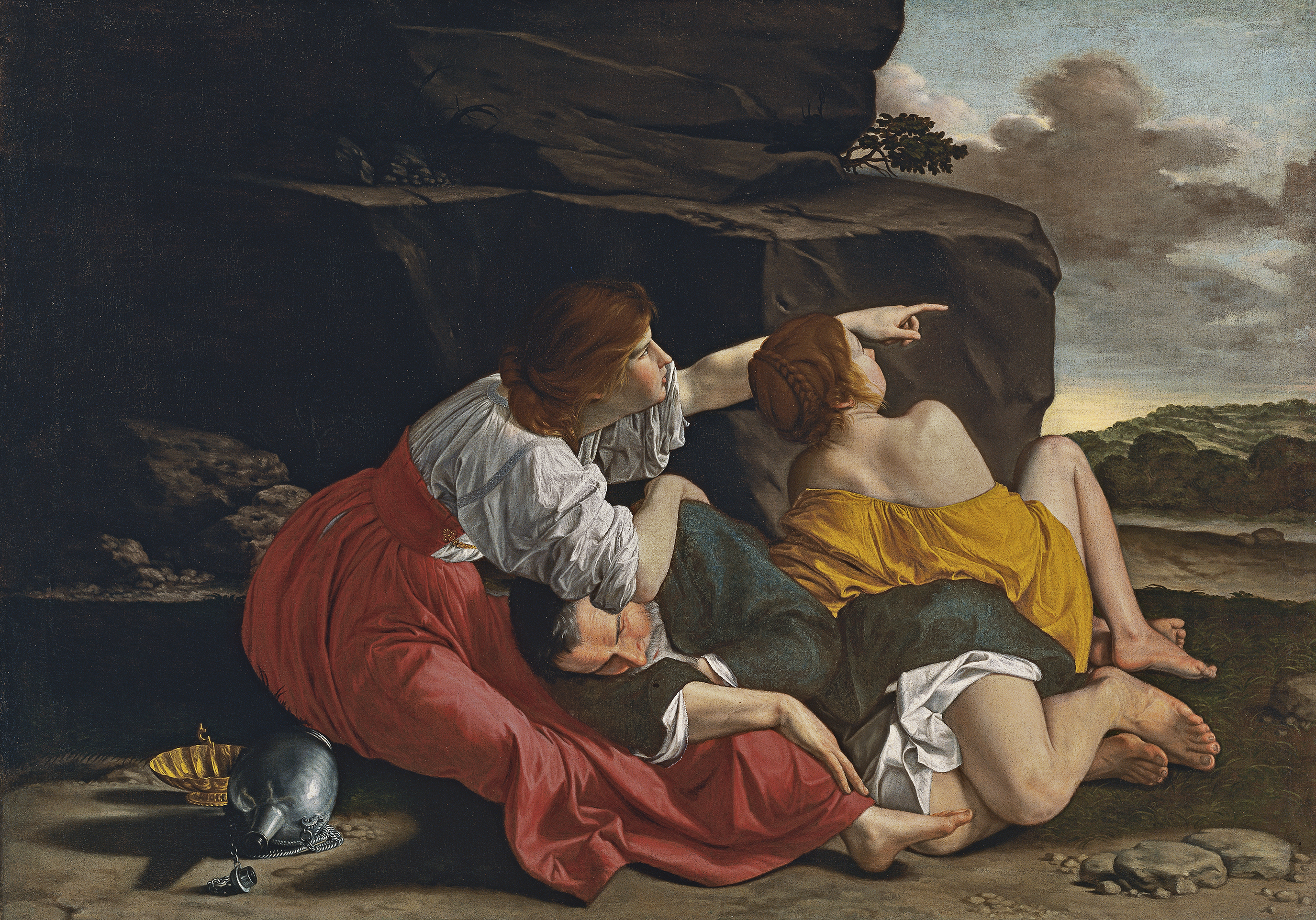
Loth et ses Filles, vers 1621-1623 – Musée Thyssen-Bornemisza, Madrid.